# Petar Kočić
Petar Kočić (serbska cyrylica: Петар Кочић; ur. 29 czerwca 1877, zm. 27 sierpnia 1916) – pisarz, aktywista i polityk bośniacko-serbski. Urodzony w północno-zachodniej Bośni pod koniec panowania osmańskiego, Kočić zaczął pisać na przełomie XIX i XX wieku, najpierw poezję, następnie prozę. Będąc studentem uniwersytetu, rozpoczął aktywność polityczną oraz agitację na rzecz reformy rolnej w Bośni i Hercegowinie, będących pod okupacją Austro-Węgier. Domagał się również wolności prasy i zgromadzeń, które zostały odrzucone przez rząd Austro-Węgier.
Na początku XX wieku prowadził kilka demonstracji w Sarajewie i był trzykrotnie więziony za publikowanie artykułów prasowych, krytycznych wobec Habsburgów. Zwolniony w wyniku amnestii generalnej. Większość pobytu w więzieniu spędził w odosobnieniu, co przyczyniło się u niego do rozwoju depresji. W 1910 r. Kočić został wybrany do nowo utworzonego bośniackiego parlamentu (Sabor), gdzie został przywódcą frakcji antyaustriackich serbskich nacjonalistów. Domagał się zwiększonych ustępstw wobec rolników serbskich z Bośni, agitując przeciwko Austro-Węgrom i muzułmańskiej klasie ziemskich posiadaczy. Deputowanym był do 1913. Ze związku z załamaniem nerwowym w styczniu 1914 r.
został przyjęty do szpitala psychiatrycznego w Belgradzie, gdzie zmarł dwa lata później.
Kočić był jednym z najważniejszych bośniackich serbskich polityków ery austro-węgierskiej, jednym z najważniejszych dramaturgów południowosłowiańskich XX wieku. Był znany ze swojego ognistego temperamentu i ostrego dowcipu, często wykorzystywanego przeciwko władzom austro-węgierskim. Miał wpływ nie tylko na twórczość literatów z Bośni i Hercegowiny, takich jak przyszły laureat Nagrody Nobla Ivo Andrić, ale także na ruchy nacjonalistyczne Serbii i Jugosławii, a także bośniackie ruchy autonomistyczne. Wiele ulic w Bośni i Hercegowinie oraz Serbii nosi jego imię, a jego wizerunek pojawił się na bośniackich banknotach 100 marek zamiennych, emitowanych od 1998 roku.

## Twórczość literacka
- 1902 S Planine i ispod planine. Srpsko akademsko društvo zora, Wiedeń
  - Jablan
  - Kod Markanova točka
  - Grob slatke duše
  - Zulum Simeuna Đaka
  - Istiniti zulum Simeuna Đaka
  - Đurini zapisi
  - Mrguda
- 1904 S Planine i ispod planine. Srpska štamparija, Zagrzeb
  - Uspomeni genija Đure Jakšića
  - Jelike i omorike
  - Kroz maglu
  - Mračajski proto
  - Jazavac pred sudom
- 1905 S Planine i ispod planine. Taletova štamparija, Belgrad
  - Iz starostavne knjige Simeuna Đaka
  - Mejdan Simeuna Đaka
  - Rakijo, majko!
  - Sa zbora
  - Jajce
  - Pjesma mladosti
  - U magli
- 1910 Jauci sa zmijanja. Srpska štamparija, Zagrzeb
  - Zmijanje
  - Molitva
  - Vukov Gaj
  - Kroz mećavu
- 1911 Sudanija. Islamska dioničarska štamparija, Sarajewo

## Upamiętnienie
W latach 1981–1999 jego imię nosiła Narodna i uniwerzitetska bibłioteka „Petar Koczić”, od 1999 roku Biblioteka Narodowa i Uniwersytecka Republiki Serbskiej.